# Selasphorus calliope
Selasphorus calliope là một loài chim trong họ Trochilidae.